# TT299
TT299 (Theban Tomb 299) è la sigla che identifica una delle Tombe dei Nobili ubicate nell'area della cosiddetta Necropoli Tebana, sulla sponda occidentale del Nilo dinanzi alla città di Luxor, in Egitto. Destinata a sepolture di nobili e funzionari connessi alle case regnanti, specie del Nuovo Regno, l'area venne sfruttata, come necropoli, fin dall'Antico Regno e, successivamente, sino al periodo Saitico (con la XXVI dinastia) e Tolemaico.

## Titolare
TT299 era la tomba di:
| Titolare                              | Titolo                                                         | Necropoli      | Dinastia/Periodo                         | Note |
| ------------------------------------- | -------------------------------------------------------------- | -------------- | ---------------------------------------- | ---- |
| Inerkhau (titolare anche della TT359) | Caposquadra del Signore delle Due Terre nel Luogo della Verità | Deir el-Medina | Periodo ramesside (Ramses III-Ramses IV) |      |

## Biografia
Padre del titolare fu Hay, a sua volta Caposquadra nel Luogo della Verità; Wabet, Cantatrice di Amon, fu il nome della moglie Nonno di Inerkhau era, verosimilmente, Qeh (TT360), mentre Huy (TT361) era un suo prozio.

## La tomba
TT299 appartiene all'ultimo periodo di realizzazione delle tombe; queste presentano decorazioni molto rare, ridotte e di minor qualità. Se un tale decadimento sia dovuto a minor qualità delle maestranze o a periodi di incertezza politica non è dato di sapere. A Inerkhau sono attestate due distinte tombe, la TT299 e la TT359. Per entrambe le sepolture, caso raro nel panorama delle tombe tebane, è noto il nome degli artisti che provvidero a decorarle: Hormin e Nebnefer. La TT359, molto malridotta, è tuttavia l'unica ancora accessibile e si ritiene fosse destinata ad accogliere i familiari mentre la TT299 era destinata allo stesso Inerkhau. Benché molto danneggiata e di difficile esplorazione per la presenza di una roccia di circa 20 t che incombe sulle strutture viciniori e sulla stessa TT299, è noto che la stessa era preceduta da un cortile di 9,15 x 6,90 m e presentava una facciata alta 4–5 m e un portico alto 1,65 m x 3,60 di larghezza. Dal cortile si accedeva a due locali oggi crollati e privi comunque di decorazioni; da questi si passava (1 in planimetria) a una cappella con tetto a volta in cui si apriva un pozzo verticale profondo 2 m che immetteva nell'appartamento sotterraneo di cui resta, oggi, solo un locale largo 2,75 m x 5,30 di lunghezza, per 2,5 di altezza. In questa camera, in cui gran parte dei dipinti parietali sono crollati, il defunto inginocchiato dinanzi a un certo numero di geni mummiformi (2), le dee Nut, Iside e Nephtys, nonché il dio Anubi in forma di sciacallo (3). Resti di architravi recanti testi e liste di offerte, provenienti dalla TT299, furono rinvenuti all'interno della TT217.

### Annotazioni
1. ↑  La numerazione dei locali e delle pareti segue quella di Porter e Moss 1927, p. 370.
2. ↑  La prima numerazione delle tombe, dalla numero 1 alla 252, risale al 1913 con l'edizione del "Topographical Catalogue of the Private Tombs of Thebes" di Alan Gardiner e Arthur Weigall. Le tombe erano numerate in ordine di scoperta e non geografico; ugualmente in ordine cronologico di scoperta sono le tombe dalla 253 in poi.
3. ↑  I campi della Duat, ovvero l'aldilà egizio, si trovavano, secondo le credenze, proprio sulla riva occidentale del grande fiume.
4. ↑  Nella sua epoca di utilizzo, l'area era nota come "Quella di fronte al suo Signore" (con riferimento alla riva orientale, dove si trovavano le strutture dei Palazzi di residenza dei re e i templi dei principali dei) o, più semplicemente, "Occidente di Tebe".
5. ↑  le Tombe dei Nobili, benché raggruppate in un'unica area, sono di fatto distribuite su più necropoli distinte.
6. ↑  Le note, sovente di inquadramento topografico della tomba, sono tratte, fino alla TT252, dal "Topographical Catalogue" di Gardiner e Weigall, ed. 1913 e fanno perciò riferimento alla situazione dell'epoca.
7. ↑  TT359, TT360 e TT361 fanno parte di un unico complesso.
8. ↑  Durante il regno di Ramses III si svolse uno dei primi scioperi di cui si abbia notizia (il cosiddetto Papiro dello sciopero si trova oggi al Museo Egizio di Torino). Ancora, sotto il regno del III Ramses si tenne una congiura nel corso della quale lo stesso Faraone venne verosimilmente ucciso. Gli atti del processo conseguente sono conservati nel Papiro giuridico di Torino.
9. ↑  Studi stilistici hanno evidenziato come i lavori svolti da Hormin siano meglio realizzati rispetto a quelli attribuiti a Nebnefer

### Fonti
1. ↑  Gardiner e Weigall 1913.
2. ↑  Donadoni 1999,  p. 115.
3. ↑  Porter e Moss 1927, p. 379.
4. 1 2  Porter e Moss 1927,  p. 380.
5. 1 2  (EN) Le tombe TT350e TT299 di Inerkhau:, su osirisnet.net. URL consultato il 15.10.2018.